# Sender Osnabrück-Ziegenbrink
Der Sender Osnabrück-Ziegenbrink war ein Rundfunksender für Radio (UKW, MW) und TV des NWDR und später des NDR in Osnabrück auf dem gleichnamigen Berg Ziegenbrink. Dieser Sender heißt beim NDR und in älteren Sendertabellen Sender Osnabrück-Stadt.
Am 29. September 1948 wurde der Probe-, später der Regelbetrieb aufgenommen. Der Sendebetrieb wurde anfangs auf 1330 kHz aufgenommen. Er verwendete als Sendemast einen 108 Meter hohen Stahlrohrmast, der gegen Erde isoliert war, weil er auch als Sendeantenne für MW diente. Auf diesem Mast befanden sich die Sendeantennen für UKW und TV.
Der MW-Sender sendete erst auf 1586 kHz und ab 1966 auf 1570 kHz mit 5 kW Leistung und hat am 1. August 1973 seinen Betrieb eingestellt. Die UKW-Sender für NDR/WDR I auf 92,4 MHz mit 2 kW, NDR II auf 89,2 MHz mit 2 kW und NDR III auf 98,8 MHz mit 2 kW waren noch 1974 in Betrieb. Der Sendemast wurde 1978 beseitigt.